# Dunkleosteus

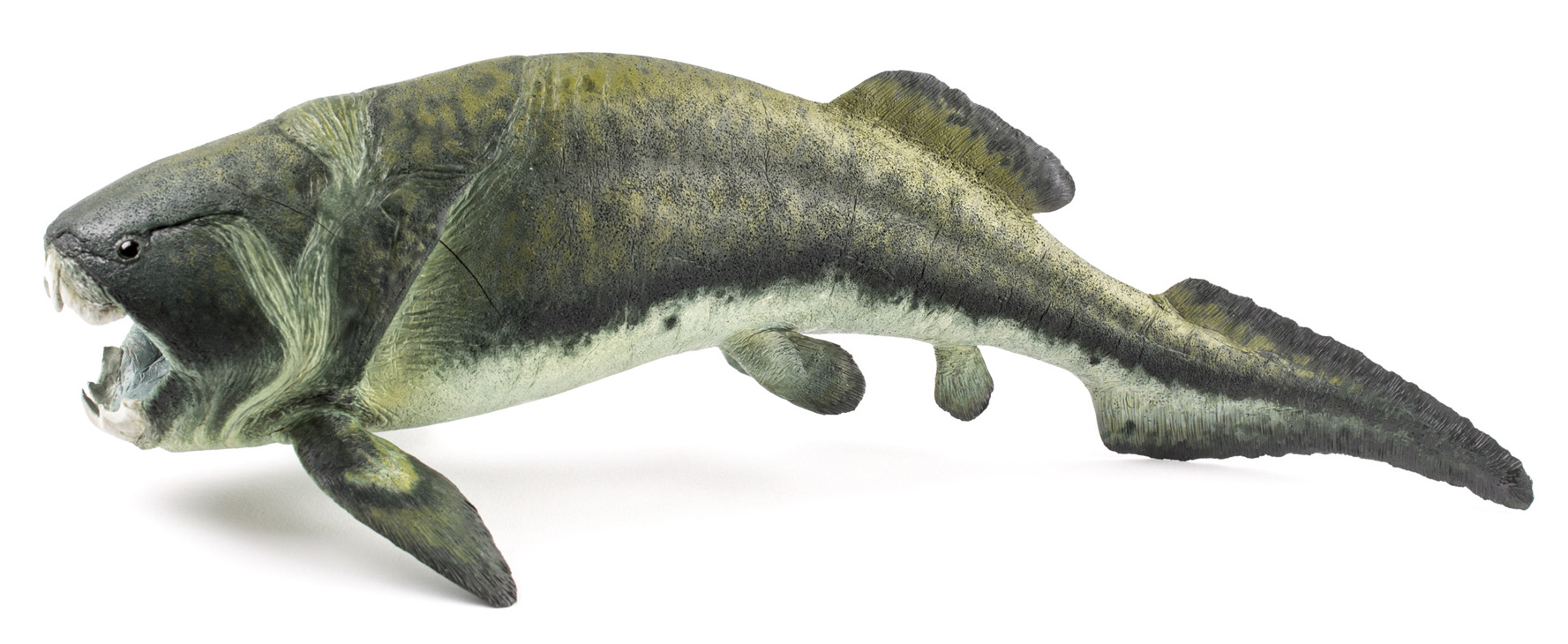
Lebendrekonstruktion von Dunkleosteus

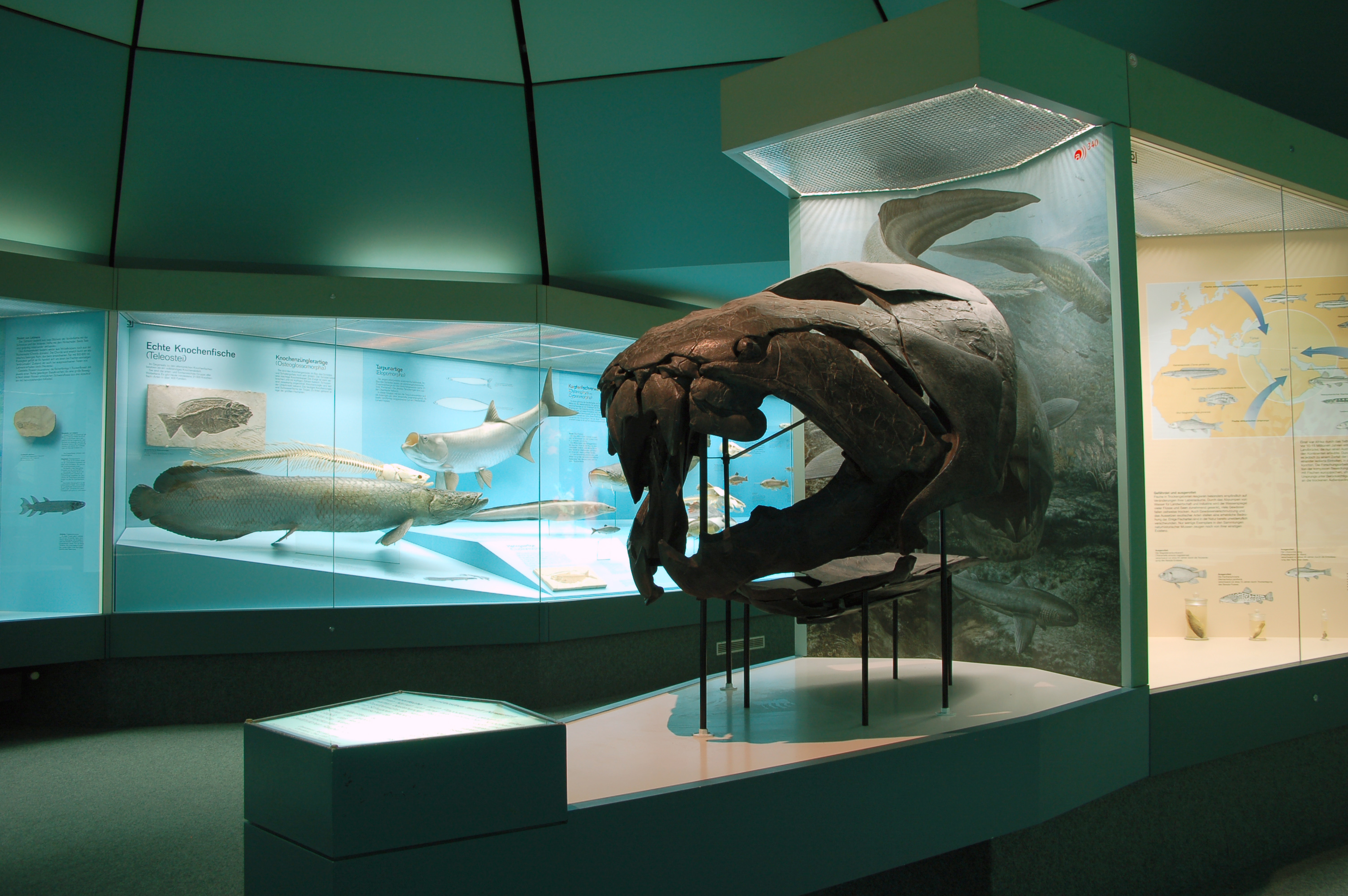
Schädel eines Dunkleosteus-Exemplars im Senckenberg Museum, Frankfurt am Main

Dunkleosteus (Syn.: Dinichthys) ist einer der größten bisher bekannten Vertreter der ausgestorbenen Placodermi. Er lebte in den Flachmeeren des jüngsten Oberdevons (Famennium) vor etwa 380 bis 360 Mio. Jahren. Dunkleosteus war der Spitzenprädator in seinem Lebensraum.

## Panzerfische
Die Panzerfische (Placodermi) existierten für einen Zeitraum von etwa 50 Millionen Jahren im mittleren Paläozoikum, genauer gesagt im Devon.
Die Panzerfische zählen zu den ältesten kiefertragenden Fischen, den Gnathostomata oder Kiefermäulern. Dunkleosteus gehört der artenreichsten Gruppe (Taxon) der Panzerfische, den Arthrodira an, die zwei Drittel aller bekannten Arten umfasst. Innerhalb dieses Taxons wurde er von John Strong Newberry 1885 in die Familie Dinichthyidae gestellt, inzwischen gehört er zur Familie der Dunkleosteidae. Mit der Gattung Dunkleosteus, von der mehrere Arten bekannt sind, erreichten die Placodermen wohl den Höhepunkt ihrer Entwicklung, im auf das Devon folgenden Karbon wurden keine Fossilien von Placodermen mehr gefunden.

## Größe und Körperbau
Die gefundenen Teile der Tiere bestehen meist nur aus der starken knöchernen Panzerung des Schädel- und Nackenbereichs, einem typischen Merkmal der Arthrodiren. Da nur diese Teile des Skeletts aus einer gut fossilisationsfähigen Substanz bestehen, blieb zumeist auch nur dieser Teil seiner Anatomie erhalten. Die Form des ungepanzerten, beweglichen Teils seines knorpeligen Skeletts ist nicht bekannt, dürfte aber dem Bauplan der übrigen Arthrodiren entsprochen haben. Diese zeichnen sich durch eine asymmetrische oder heterocerke Schwanzflosse aus, hierbei ist der Oberteil gegenüber dem unteren Teil verlängert, ähnlich wie bei vielen Haien.
Für die größte Art der Gattung, Dunkleosteus terrelli, wurden Körperlängen von bis zu 10 Metern angegeben. So schätzte eine Studie aus dem Jahr 2017 durch den Vergleich mit Haien eine Maximallänge von 8,8 Metern. Eine 2023 veröffentlichte Studie kam mittels einer neuen Methode und dem Vergleich mit 3169 ähnlichen Tieren, darunter weiteren Panzerfischen sowie rezenten Fischen, zu dem Ergebnis, dass Dunkleosteus terrelli eine durchschnittliche Länge von 3,4 Metern und eine Maximallänge von 4,1 Metern erreichte. Das maximale Gewicht wurde auf 1,5–1,7 Tonnen geschätzt.
Die Hautfarbe von Dunkleosteus ist nicht überliefert, aber man fand 1997 das außergewöhnlich gut konservierte Fossil eines anderen Panzerfisches, bei dem Hautpigmentzellen erhalten geblieben waren. An diesem Fundstück lässt sich noch erkennen, dass das Tier einen irisierenden, silberfarbenen Bauch und einen roten Rücken hatte. Daher wird vermutet, dass Panzerfische auch zur Wahrnehmung von Farben in der Lage waren.
Dunkleosteus hatte wie alle Placodermi keine Zähne, deren Funktion wurde von vier beständig nachwachsenden und sich selbst schärfenden Knochenplatten in Ober- und Unterkiefer erfüllt. Die Beißkraft lag jüngsten funktionsmorphologischen Untersuchungen des Schädels von Dunkleosteus terelli zufolge bei 4400 Newton an der Schnauzenspitze und bis 5300 Newton an den hinteren Dentalplatten. Damit verfügte Dunkleosteus über eine sehr starke Beißkraft, sie blieb jedoch weit zurück hinter der Beißkraft des Weißen Hais oder gar der von Megalodon. Dunkleosteus konnte seine Kiefer vermutlich extrem schnell öffnen und schließen. Möglicherweise war Dunkleosteus damit auch einer der ersten Fische, die ihre Beute mit einer schnellen Öffnung ihres Mauls einsaugen konnten. Ein Zerkauen der Beute war mit diesen Kieferbildungen nicht möglich, darauf verweisen auch die Fossilien halbverdauter ganzer Fische, die oft zusammen mit Dunkleosteus-Resten gefunden wurden.
Nach dem Aussterbeereignis am Ende des Devons gab es keine Nachkommen des Dunkleosteus mehr, während einige der viel wendigeren großen Haiarten seinen Platz in der Nahrungspyramide einnahmen.

## Fundorte und Fossilerhaltung
Die fossilen Überreste dieses großen Panzerfisches wurden in den marinen Ablagerungen der USA, Marokko, Polen und Belgien gefunden. In den USA gibt es u. a. Fundlokalitäten im Nordosten Ohios in der Nähe von Cleveland am Eriesee. Dort findet er sich in einem schwarzen Tonstein, dem für seinen Fossilreichtum bekannte „Cleveland Shale“ aus dem Oberdevon (Famennium), einem Schichtglied des „Ohio Shales“. Die Häufigkeit der Fossilien liegt in den Ablagerungsbedingungen begründet, die den Erhalt der Organismenreste begünstigte. Die schwarze Farbe des Gesteins weist auf anoxische, also sauerstofffreie Ablagerungsbedingungen im landfernen Bereich (Pelagial) eines Flachmeeres hin, wo die Reste abgestorbener Lebewesen zu Boden sanken und dort – ohne zerstörerische Bioturbation – in das schlammige Sediment eingebettet wurden. Auch aus gleich alten Schichten anderer Gebiete des Mittleren Westens der USA sind Funde von Dunkleosteus bekannt.

## Benennung

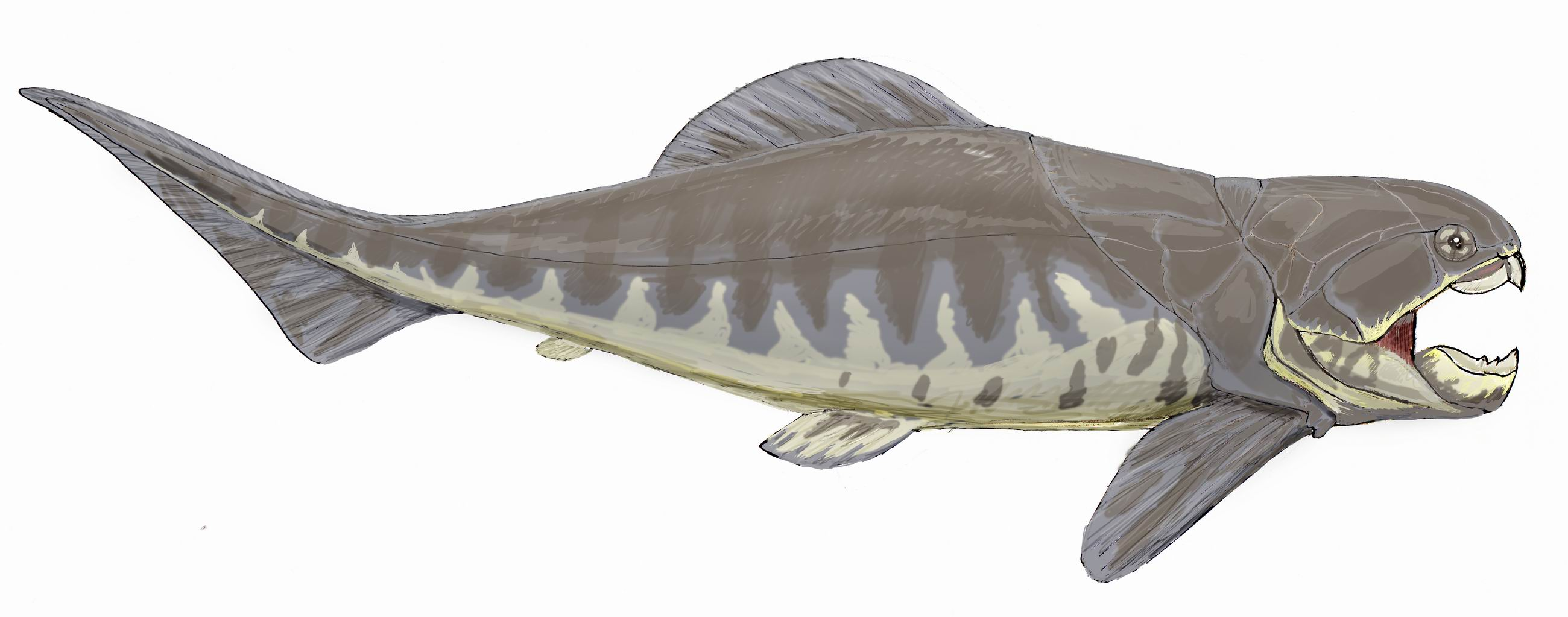
Eine alternative Lebenddarstellung

Der Gattungsname Dunkleosteus, zusammengesetzt aus „Dunkle“ und osteos (griech.: οστεος, Knochen), wurde 1956 zu Ehren des Paläontologen David Dunkle, des Kurators der Abteilung für Wirbeltierpaläontologie im Cleveland Museum of Natural History vergeben, der sich intensiv mit den Fossilien dieses Fisches befasste. Das Typusexemplar der Gattung ist Dunkleosteus terelli, dessen Fossilien 1867 im schwarzen Tonstein an den Ufern des Sheffield Lake in der Nähe von Cleveland gefunden wurde. Ende des 19. Jahrhunderts gab es eine Reihe von Fossilienjägern, die in diesem Gebiet nach Überresten der gut erhaltenen devonischen Fische suchten. Einer von ihnen war Jay Terrell, der den ersten Dunkleosteus entdeckte. Beschrieben wurde das Fossil 1873 von Dr. John Strong Newberry, der aus der Region Cleveland stammte und an der Columbia University in New York lehrte. Er zählte in seiner Erstbeschreibung den Fisch zur Gattung Dinichthys  („schrecklicher Fisch“) und gab ihm den Artnamen terelli, zu Ehren des Finders Jay Terell. Die Funde aus dem Gebiet um Cleveland wurden im British Museum, im American Museum of Natural History in New York und anderen Institutionen ausgestellt, da das Cleveland Museum of Natural History erst im Jahr 1920 gegründet wurde. Die Gattung Dunkleosteus wurde von Lehman 1956 errichtet, um Dunkleosteus terelli von anderen Arten der Familie Dinichthyidae, zu der er damals gehörte, abzugrenzen.

## Arten
Zur Gattung Dunkleosteus werden drei bis vier Arten gezählt:
- Dunkleosteus terrelli ist die am besten erhaltene und untersuchte Art der Gattung. Fossilien wurden in den östlichen USA und in Belgien gefunden.
- Dunkleosteus marsaisi, dessen Fossilien aus dem Famennium des Atlasgebirges in Marokko stammen, hatte dieselbe Größe und Gestalt wie Dunkleosteus terelli und wird daher oft als Synonym zu diesem gesehen. Die Schnauze ist bei Dunkleosteus marsaisi[3] jedoch viel schmaler.[4]
- Dunkleosteus amblyodoratus ist nur von einigen Schädelfragmenten bekannt, die in den oberdevonischen Schichten von Kettle Point in Ontario, Kanada, gefunden wurden. Der Kopf erhält durch die Platten im Bereich des Nackens die Form einer stumpfen Speerspitze.[5]
- Dunkleosteus raveri war ein kleiner, wahrscheinlich nur 1 Meter langer Fisch, von dem ein unbeschädigtes Schädeldach gefunden wurde. Er hatte im Verhältnis zur Schädelgröße relativ große Augen. Da er einem Schichtglied der „Ohio Shales“, direkt unterhalb der Schichten, in denen Dunkleosteus terelli gefunden worden war, entstammt, könnte er zu den Vorfahren dieses riesigen Dunkleosteus gehört haben. Er ist nach Clarence Raver benannt, der die Ablagerungen in den Appalachen, in denen das Fossil gefunden wurden, entdeckte.[5]